# ポーカーフェイスにさよなら
『ポーカーフェイスにさよなら』は、2019年2月6日に発売された小林幸子のシングル。

## 概要
- 芸能活動55周年記念シングルであり、初となる湯川れい子作詞によるオリジナル曲[2]。
- ミュージック・ビデオには純烈が出演[3]。

## 収録曲
1. ポーカーフェイスにさよなら (3分45秒)
作詞：湯川れい子、作曲・編曲：山田直毅
2. イチマディン2019〜永遠に… (4分27秒)
作詞・作曲：小林幸子、編曲：KANTA・大山徹也・谷口尚久
3. ポーカーフェイスにさよなら（オリジナル・カラオケ）
4. イチマディン2019〜永遠に…（オリジナル・カラオケ）